# دوري الدرجة الأولى الغامبي 2007
دوري الدرجة الأولى الغامبي 2007 هو موسم من دوري الدرجة الأولى الغامبي. أشرف على تنظيمه اتحاد غامبيا لكرة القدم، وكان عدد الأندية المشاركة فيه 10، وفاز فيه ريال دي بانجول ‏.